# Marsdenia satureiifolia
Marsdenia satureiifolia är en oleanderväxtart som beskrevs av Achille Richard. Marsdenia satureiifolia ingår i släktet Marsdenia och familjen oleanderväxter. Inga underarter finns listade i Catalogue of Life.